# آلبانی (ورمانت)
البانی، ورمانت (به انگلیسی: Albany, Vermont) یک سکونتگاه مسکونی در ایالات متحده آمریکا است که در شهرستان اورلئان واقع شده‌است.

## خصوصیات
البانی ۱۰۰٫۲ کیلومترمربع مساحت و ۸۴۰ نفر جمعیت دارد و ۳۷۱ متر بالاتر از سطح دریا واقع شده‌است.